# Джрбашян, Мхитар Мкртичевич
Мхита́р Мкрти́чевич Джрбашя́н (арм. Մխիթար Ջրբաշյան; 11 сентября 1918, Ереван — 6 мая 1994, Ереван) — армянский советский математик, член Академии наук Армянской ССР. Его основные научные исследования относятся к теории функций, гармоническому анализу в комплексной области и теории приближений.

## Биография
1936—1941 гг. учился на физико-математическом факультете Ереванского государственного университета. С 1942 г. занимался интенсивной научно-педагогической деятельностью в Ереванском государственном университете и в Академии наук Армянской ССР.
В 1945 г. защитил кандидатскую диссертацию под руководством А. Л. Шагиняна на тему «Некоторые вопросы о представимости аналитических функций», в которой, в частности, содержатся результаты о факторизации мероморфных в круге функций, не входящих в известный класс NP Неванлинны. Это была первая защита кандидатской работы по математике в ЕГУ.
В 1949 г. в МГУ защитил докторскую диссертацию — «Метрические теоремы о полноте и о представимости аналитических функций». Официальные оппоненты М. В. Келдыш, А. О. Гельфонд и А. И. Маркушевич оценили работу Джрбашяна как большой вклад в теорию функций комплексной переменной.
В 1953 Джрбашян был избран членом-корреспондентом, а в 1956 г. — действительным членом Академии наук Армянской ССР. 1964 −1978 гг. был членом Президиума Академии наук Арм. ССР, причем 1964—1973 гг. занимал должность академика-секретаря Отделения физико-математических наук.
1957—1960 декан механико-математического факультета ЕГУ, а 1978—1994 г. заведующий кафедрой теории функций на том же факультете.
М. М. Джрбашян был главным редактором журнала «Математика» (Известия АН Армянской ССР) со дня его основания — в 1966 году.
В 1971 М. М. Джрбашян становится директором вновь организованного Института математики АН Армянской ССР, которым руководил до 1989 года.
Воспитанников Института и учеников самого М. М. Джрбашяна, докторов и кандидатов наук, заведующих кафедрами можно встретить во многих вузах и институтах республики.
М. М. Джрбашян — автор многих научных публикаций, докладов, учебных пособий, ряда больших статей и монографий «Интегральные преобразования и представления функций в комплексной области» (1966), «Классы и граничные свойства функций, мероморфных в круге» (1993), «Harmonic Analysis and boundary value problems in the complex domain» (1993).
Создал фундаментальную теорию факторизации и граничных свойств функций, мероморфных в круге, которая существенно дополнила классические результаты Р. Неванлины по теории функций. Получил основополагающие результаты в области комплексного гармонического анализа. Развил теорию параметрического представления классов целых и аналитических функций. Доказал общую теорему о параметрическом представлении целых функций произвольного порядка {\displaystyle \geq {\frac {1}{2}}}, подчинённых дополнительным условиям интегрируемости. Получил результаты весовых полиномиальных приближений и по проблемам базисности и интерполяции в комплексной области.

## Награды
- Орден Октябрьской Революции (8.09.1978) — за заслуги в развитии математических наук, подготовке научных кадров и в связи с шестидесятилетием со дня рождения.
- Орден Трудового Красного Знамени (1971).
- Орден Дружбы народов (4.12.1989) — за заслуги в развитии математики, подготовке научно-педагогических кадров.
- Заслуженный деятель науки Армянской ССР (1964).